# Gare du Pallet
La gare du Pallet est une gare ferroviaire française de la ligne de Nantes-Orléans à Saintes, située sur le territoire de la commune du Pallet, dans le département de la Loire-Atlantique, en région Pays de la Loire.
C'est une gare de la Société nationale des chemins de fer français (SNCF), desservie par le tram-train de Nantes à Clisson. On peut y voir passer des TER de Nantes jusqu'aux Sables-d'Olonne ou Cholet.

## Situation ferroviaire
Établie à 36 mètres d'altitude, la gare du Pallet est située au point kilométrique (PK) 18,261 de la ligne de Nantes-Orléans à Saintes, entre les gares de La Haie-Fouassière et Gorges. Ancienne gare de bifurcation, elle est aussi la gare origine (PK 0,000) de la ligne du Pallet à Vallet, aujourd’hui fermée, dont la gare suivante était celle du Mouzillon.

## Histoire
Depuis décembre 2008 elle bénéficie des travaux d'électrification du tronçon Nantes - La Roche-sur-Yon - Les Sables-d'Olonne. Le 15 juin 2011, le tram-train Nantes - Clisson a effectué son parcours inaugural avant de commencer son service par trois aller retour quotidiens qui viennent s'ajouter à la desserte des TER. Depuis le 5 juillet 2015, grâce à la mise en service du terminus technique de Clisson, il n'y a plus que les trams-trains qui s'y arrêtent, grâce à une augmentation du nombre de trajets,.

## Service des voyageurs

### Accueil
Elle est équipée d'automates pour l'achat de titres de transport TER.

### Desserte
Le Pallet est desservie par tous les tram-trains du TER Pays de la Loire circulant entre Nantes et Clisson, soit 16 allers et 17 retours du lundi au vendredi. Cette offre devrait passer à 22 allers et 23 retours à partir du 31 août 2015.
L'offre est de 12 allers-retours le samedi et de 6 le dimanche.

### Intermodalité
Un parc pour les vélos et un parking pour les véhicules sont aménagés.